# 요코이 군페이
요코이 군페이(일본어: 横井軍平, よこい ぐんぺい, 1941년 9월 10일 - 1997년 10월 4일)는 일본의 게임 디자이너, 비디오 게임 개발자이다. 1965년 닌텐도에 입사하여 오랜 재직기간 동안 게임 앤 워치와 게임 보이, 버추얼 보이를 만들었다. 1996년 닌텐도에서 은퇴한 후, 1997년 교통 사고로 사망하였다.

## 참여작
- 동키콩
- 메트로이드 시리즈
- 아이스 클라임버
- 키드 이카루스
- 파이어 엠블램 시리즈

## 같이 보기
- 미야모토 시게루